# Ноктюрн Шопена (фильм)
«Ноктю́рн Шопе́на» — российско-американский художественный фильм, выпущенный в 1992 году при участии Рижской киностудии, был снят в жанре мелодрамы.

## История фильма
Фильм был создан на основе рассказа Эфраима Севелы «Фамильное серебро». После возвращения в СССР автор переработал рассказ в киносценарий и сам выступил в качестве режиссёра. 
В фильме отсутствуют диалоги.

## Сюжет
В фильме только два главных героя: Он — молодой и талантливый пианист из еврейской семьи, приехавший в маленький курортный городок на берегу Балтийского моря, и Она — простая деревенская девчонка, прислуга в его доме. Любовь соединяет их жизни. А судьба тем временем посылает им тяжкие испытания: войну, преследование фашистов, разлуку, смерть.

## Творческая группа
- Режиссёр: Эфраим Севела
- Сценарист: Эфраим Севела
- Оператор: Мартиньш Клейнс
- Художник: Иева Романова
- Звукорежиссёр: Глеб Коротеев
- Директор фильма: Лилия Глобина
- Актёры: Алла Клюка, Леонид Майзель, Людмила Аржаникова, Юрис Плявиньш, Артур Экис.